# NE Z80
O NE Z80 da empresa Nova Eletrônica (parte da "Editele", braço editorial do grupo Prológica) foi o primeiro clone do Sinclair ZX80 comercializado no Brasil.

## História
Lançado como kit na edição 56 da revista "Nova Eletrônica" por Cr$ 59.900,00, o NE Z80 era na época, o microcomputador mais barato à venda no Brasil.

## Características
- Memória:
  - ROM: 4 KiB
  - RAM: 1 KiB (expansível para 16 KiB)
- Teclado: teclado de membrana, 40 teclas
- Display:
  - 22 X 32 texto
  - 64 x 44 ("semi-gráfico")
- Expansão:
  - 1 slot (na traseira)
- Portas:
  - 1 saída para TV (modulador RF, canal 2 VHF)
  - Interface de cassete
- Armazenamento:
  - Gravador de cassete (300 bauds)